# Маккласки, Джордж
Джордж Маккинли Кесседи Маккласки (англ. George McKinley Cassidy McCluskey; род. 19 сентября 1957, Гамильтон, Шотландия) — шотландский футболист, игравший на позиции нападающего. Выступал, в частности, за клубы «Селтик», «Лидс Юнайтед», «Хиберниан» и другие.

## Игровая карьера
Джордж Маккласки дебютировал во взрослом футболе в 1975 году выступлениями за команду клуба «Селтик», в которой провёл восемь сезонов, приняв участие в 145 матчах чемпионата и забил 54 гола. В составе «Селтика» был одним из главных бомбардиров команды, имея среднюю результативность на уровне 0,37 гола за игру первенства. Джордж стал лучшим бомбардиром Премьер-лиги Шотландии в сезоне 1981/82, забив 21 гол.
С 1983 по 1994 год играл в составе команд клубов «Лидс Юнайтед», «Хиберниан», «Гамильтон Академикал» и «Килмарнок».
Завершил профессиональную игровую карьеру в клубе «Клайд», за команду которого выступал на протяжении 1994—1996 годов.

## Титулы и достижения
- Чемпионат Шотландии
  - Чемпион (4): 1976/77, 1978/79, 1980/81, 1981/82
- Кубок Шотландии
  - Обладатель (2): 1976/77, 1979/80